# Mejor quinteto de rookies de la NBA G League
| Jugador (en negrita) | Indica el jugador que ganó el premio al Rookie del Año de la NBA Development League el mismo año |

| Temporada | Primer equipo        | Primer equipo            | Segundo equipo     | Segundo equipo           | Tercer equipo       | Tercer equipo            |
| Temporada | Jugadores            | Equipos                  | Jugadores          | Equipos                  | Jugadores           | Equipos                  |
| --------- | -------------------- | ------------------------ | ------------------ | ------------------------ | ------------------- | ------------------------ |
| 2011-12   | Dwight Buycks        | Tulsa 66ers              | Mustapha Farrakhan | Bakersfield Jam          |                     |                          |
| 2011-12   | Cameron Jones        | Fort Wayne Mad Ants      | Kyle Gibson        | Canton Charge            |                     |                          |
| 2011-12   | Edwin Ubiles         | Dakota Wizards           | D.J. Kennedy       | Erie BayHawks            |                     |                          |
| 2011-12   | Malcolm Thomas       | Los Angeles D-Fenders    | Mychel Thompson    | Erie BayHawks            |                     |                          |
| 2011-12   | Greg Smith           | Rio Grande Valley Vipers | Jamie Vanderbeken  | Bakersfield Jam          |                     |                          |
| 2012-13   | Jorge Gutiérrez      | Canton Charge            | Glen Rice, Jr.     | Rio Grande Valley Vipers | Carlon Brown        | Warriors / Stampede      |
| 2012-13   | Scott Machado        | Santa Cruz Warriors      | Dominique Sutton   | Tulsa 66ers              | Tony Taylor         | Tulsa 66ers              |
| 2012-13   | Tony Mitchell        | Fort Wayne Mad Ants      | JaMychal Green     | Austin Toros             | Toure' Murry        | Rio Grande Valley Vipers |
| 2012-13   | Kris Joseph          | Red Claws / Armor        | Chris Johnson      | Rio Grande Valley Vipers | James Nunnally      | Bakersfield Jam          |
| 2012-13   | Fab Melo             | Maine Red Claws          | Micheal Eric       | Canton Charge            | Chris Cooper        | Bakersfield Jam          |
| 2013-14   | Seth Curry           | Santa Cruz Warriors      | Troy Daniels       | Rio Grande Valley Vipers | Chris Babb          | Maine Red Claws          |
| 2013-14   | Frank Gaines         | Maine Red Claws          | P. J. Hairston     | Texas Legends            | Trey McKinney-Jones | Fort Wayne Mad Ants      |
| 2013-14   | Adonis Thomas        | Springfield Armor        | James Southerland  | Los Angeles D-Fenders    | Jackie Carmichael   | Iowa Energy              |
| 2013-14   | Robert Covington     | Rio Grande Valley Vipers | Grant Jerrett      | Tulsa 66ers              | C. J. Leslie        | Idaho Stampede           |
| 2013-14   | Alex Oriakhi         | Sioux Falls Skyforce     | Zeke Marshall      | Maine Red Claws          | Jordan Henriquez    | Rio Grande Valley Vipers |
| 2014-15   | Tim Frazier          | Maine Red Claws          | David Stockton     | Reno Bighorns            | Andre Dawkins       | Sioux Falls Skyforce     |
| 2014-15   | Bryce Cotton         | Austin Spurs             | Jabari Brown       | Los Angeles D-Fenders    | Roscoe Smith        | Los Angeles D-Fenders    |
| 2014-15   | Jerrelle Benimon     | Idaho Stampede           | C.J. Fair          | Fort Wayne Mad Ants      | Semaj Christon      | Oklahoma City Blue       |
| 2014-15   | James Michael McAdoo | Santa Cruz Warriors      | Shawn Jones        | Sioux Falls Skyforce     | David Wear          | Reno Bighorns            |
| 2014-15   | Khem Birch           | Sioux Falls Skyforce     | Talib Zanna        | Oklahoma City Blue       | Sim Bhullar         | Reno Bighorns            |
| 2015-16   | Quinn Cook           | Canton Charge            |                    |                          |                     |                          |
| 2015-16   | Will Cummings        | Rio Grande Valley Vipers |                    |                          |                     |                          |
| 2015-16   | Dakari Johnson       | Oklahoma City Blue       |                    |                          |                     |                          |
| 2015-16   | J.J. O'Brien         | Idaho Stampede           |                    |                          |                     |                          |
| 2015-16   | Greg Whittington     | Sioux Falls Skyforce     |                    |                          |                     |                          |
| 2016-17   | Isaiah Taylor        | Rio Grande Valley Vipers |                    |                          |                     |                          |
| 2016-17   | David Nwaba          | Los Angeles D-Fenders    |                    |                          |                     |                          |
| 2016-17   | Jalen Jones          | Maine Red Claws          |                    |                          |                     |                          |
| 2016-17   | Abdel Nader          | Maine Red Claws          |                    |                          |                     |                          |
| 2016-17   | Alex Poythress       | Fort Wayne Mad Ants      |                    |                          |                     |                          |
| 2017-18   | Rodney Purvis        | Lakeland Magic           |                    |                          |                     |                          |
| 2017-18   | Antonio Blakeney     | Windy City Bulls         |                    |                          |                     |                          |
| 2017-18   | Amile Jefferson      | Iowa Wolves              |                    |                          |                     |                          |
| 2017-18   | Nigel Hayes          | Westchester Knicks       |                    |                          |                     |                          |
| 2017-18   | Thomas Bryant        | South Bay Lakers         |                    |                          |                     |                          |
| 2018-19   | Chris Chiozza        | Capital City Go-Go       |                    |                          |                     |                          |
| 2018-19   | Yante Maten          | Sioux Falls Skyforce     |                    |                          |                     |                          |
| 2018-19   | Ángel Delgado        | Agua Caliente Clippers   |                    |                          |                     |                          |
| 2018-19   | Theo Pinson          | Long Island Nets         |                    |                          |                     |                          |
| 2018-19   | Duncan Robinson      | Sioux Falls Skyforce     |                    |                          |                     |                          |
| 2019-20   | Jarrell Brantley     | Salt Lake City Stars     |                    |                          |                     |                          |
| 2019-20   | Devontae Cacok       | South Bay Lakers         |                    |                          |                     |                          |
| 2019-20   | Donta Hall           | Grand Rapids Drive       |                    |                          |                     |                          |
| 2019-20   | Marial Shayok        | Delaware Blue Coats      |                    |                          |                     |                          |
| 2019-20   | Tremont Waters       | Maine Red Claws          |                    |                          |                     |                          |
| 2020-2021 | Malachi Flynn        | Raptors 905              |                    |                          |                     |                          |
| 2020-2021 | Brodric Thomas       | Cleveland Charge         |                    |                          |                     |                          |
| 2020-2021 | Mamadi Diakaté       | Lakeland Magic           |                    |                          |                     |                          |
| 2020-2021 | Paul Reed            | Delaware Blue Coats      |                    |                          |                     |                          |
| 2020-2021 | Kenyon Martin Jr.    | Rio Grande Valley Vipers |                    |                          |                     |                          |
| 2021-2022 | Charles Bassey       | Delaware Blue Coats      |                    |                          |                     |                          |
| 2021-2022 | Luka Garza           | Motor City Cruise        |                    |                          |                     |                          |
| 2021-2022 | Micah Potter         | Sioux Falls Skyforce     |                    |                          |                     |                          |
| 2021-2022 | Carlik Jones         | Texas Legends            |                    |                          |                     |                          |
| 2021-2022 | Mac McClung          | South Bay Lakers         |                    |                          |                     |                          |
| 2022-2023 | Lester Quiñones      | Santa Cruz Warriors      |                    |                          |                     |                          |
| 2022-2023 | Jamaree Bouyea       | Sioux Falls Skyforce     |                    |                          |                     |                          |
| 2022-2023 | Kenneth Lofton       | Memphis Hustle           |                    |                          |                     |                          |
| 2022-2023 | Darius Days          | Rio Grande Valley Vipers |                    |                          |                     |                          |
| 2022-2023 | Moussa Diabaté       | Agua Caliente Clippers   |                    |                          |                     |                          |
| 2023-2024 | Oscar Tshiebwe       | Indiana Mad Ants         |                    |                          |                     |                          |
| 2023-2024 | Adama Sanogo         | Windy City Bulls         |                    |                          |                     |                          |
| 2023-2024 | Jordan Miller        | Ontario Clippers         |                    |                          |                     |                          |
| 2023-2024 | Terquavion Smith     | Delaware Blue Coats      |                    |                          |                     |                          |
| 2023-2024 | Kendric Davis        | Santa Cruz Warriors      |                    |                          |                     |                          |